# Marie-Juliette Louvet
Marie-Juliette Louvet (Pierreval, 9 maggio 1867 – Parigi, 24 settembre 1930) fu la madre di Charlotte Grimaldi, nonna di Ranieri III e bisnonna dell'attuale sovrano Alberto II di Monaco.

## Biografia
Figlia di Jacques Henri Louvet e di Josephine Elmire Piedefer, sposò il 6 ottobre 1885 Achille Delmaet, un fotografo, ed ebbero due figli: Georges Delmaet (1884-1955), nato prima del matrimonio, e Marguerite Delmaet (1886-1964). Juliette e Achille divorziarono a Parigi il 14 gennaio 1893.
In seguito diventerà cameriera, modella di foto d'arte a Parigi e lavandaia di un reggimento in Algeria.
Non si sa molto di come incontrò il futuro principe Luigi II di Monaco: probabilmente, quand'era cameriera, il principe la incontrò e la portò con sé nella sua guarnigione, a Costantina, ove fece la lavandaia.
Marie Juliette e il futuro principe Luigi II di Monaco, figlio di Alberto I di Monaco nel 1898 ebbero una figlia: Charlotte, che inizialmente fu registrata come Charlotte de Monaco, mentre solo nel 1919 fu riconosciuta come figlia del principe Luigi II di Monaco, divenendo di fatto appartenente al trono monegasco.
Tuttavia, sua madre non ricevette mai alcun titolo, né da Alberto I, né da Luigi II, anche se è lei ad aver salvato il Principato di Monaco da un'annessione alla Francia. Infatti, un trattato stipulato nel 1911 tra la Francia e il Principato, prevedeva, in mancanza di eredi diretti, che Monaco sarebbe diventato un protettorato della Francia. Si era aperta così la crisi per la successione di Monaco del 1918 che fu possibile risolvere salvaguardando l'indipendenza del principato solo evitando la successione di Guglielmo di Urach e dei suoi discendenti, che essendo tedeschi non erano "accettabili" per il governo francese (si era allora alla fine della prima guerra mondiale), e nominando erede appunto Charlotte.

## Ascendenza
|                           |                 |                            | Genitori               |  |  | Nonni                  |  |  | Bisnonni               |  |
|                           |                 |                            |                        |  |  | Jacques Antoine Louvet |  |  | Jacques Antoine Louvet |  |
|                           |                 |                            |                        |  |  | Jacques Antoine Louvet |  |  | Jacques Antoine Louvet |  |
|                           |                 | Madeleine Aimable Lepeuple |                        |  |  | Jacques Antoine Louvet |  |  |                        |  |
| Jacques Henri Louvet      |                 |                            |                        |  |  | Jacques Antoine Louvet |  |  |                        |  |
|                           |                 | Marie Catherine Jouanne    | Jean Baptiste Jouanne  |  |  |                        |  |  |                        |  |
|                           |                 | Marie Catherine Jouanne    | Jean Baptiste Jouanne  |  |  |                        |  |  |                        |  |
|                           |                 | Marie Catherine Jouanne    | Catherine Julie Joulin |  |  |                        |  |  |                        |  |
| Marie-Juliette Louvet     |                 | Marie Catherine Jouanne    |                        |  |  |                        |  |  |                        |  |
|                           | Pierre Piedefer | Michel Valentine Piedefer  |                        |  |  |                        |  |  |                        |  |
|                           | Pierre Piedefer | Michel Valentine Piedefer  |                        |  |  |                        |  |  |                        |  |
|                           | Pierre Piedefer | Marguerite Legrand         |                        |  |  |                        |  |  |                        |  |
| Joséphine Elmire Piedefer | Pierre Piedefer |                            |                        |  |  |                        |  |  |                        |  |
|                           |                 | Marie Anne Brunel          | Pierre Brunel          |  |  |                        |  |  |                        |  |
|                           |                 | Marie Anne Brunel          | Pierre Brunel          |  |  |                        |  |  |                        |  |
|                           |                 | Marie Anne Brunel          | Marie Anne Daniel      |  |  |                        |  |  |                        |  |
|                           |                 | Marie Anne Brunel          |                        |  |  |                        |  |  |                        |  |